# ولسوالی ورسج
ولسوالی وُرسَج یا ولسوالی وَرسَج یکی از ولسوالی‌های ولایت تخار در شمال خاوری جمهوری اسلامی افغانستان است. با جمعیتی نزدیک به ۳۳،۵۰۶ نفر که ۳٫۱ درصد از نفوس ولایت تخار را تشکیل می‌دهد.

## ورسج تفریحگاه طبیعی امروز و بهترین محل گردشگری برای فردا
ورسج یکی از ولسوالی (شهرستان)های ولایت (استان) تخاربوده درقسمت شرقی شهرتالقان به امتداد ولسوالی فرخار موقعیت دارد. موقعیت جغرافیایی این ولسوالی و ساختار فزیکی آن به گونه‌ای بوده که زیبایی حیرت‌آوری را به پیش روی هربیننده عرضه می‌دارد، ساختاراین ولسوالی را یک بدنهٔ طویل و سه دره بزرگ و خوش‌منظر قَوُندوز، میانشهر و تَرُشت و دره‌های کوچک دیگری که نقاط مرزی وصل و فصل با ولایت‌های بدخشان، پنجشیر و بغلان می‌باشد تشکیل می‌دهد.
زیبایی‌ها و درخشش رنگهای پیکر سبزگونهٔ آن را نمی‌توان با نوشتن صفحاتی چند برخوا نندگان این مقاله معرفی نمود، اما با آنهم تلاش من این است تا با ایجاد متنی چند، حق قلم را رعایت و شیفتگان زیبایی‌ها را بی‌اطلاع نگذاشته و پیام طبیعت را برآن‌ها بازگو نمایم.
در حقیقت آنچه که زیبایی این دره را چند برابر ساخته و طراوتی خاص به آن بخشیده‌است، همانا دریای خروشان و پر از زنده جان آن بوده که از قله‌های مرتفع و سر به فلک کشیدهٔ کوه‌های آن سرچشمه گرفته و با شور و شعف فراوان همانند عاشق در پی معشوق با عبور از دل کوهسار و فوران از فراز سنگ‌های لعل گون، درامتداد پیکر کشیدهٔ این سرزمین سیلان می‌نماید.
هریک ازدره‌های این ولسوالی که به سان انگشتان دست نقش بربسته‌اند مزیت‌های خاص خویش رادارا بوده و فصول چهارگانه سال را حسب مقتضیات آن پاسخ و پذیرایی درخور می‌نمایند. درزممستان که مقتضای طبیعت وزش باد و ریزش برف و باران است بام و در این دیار را در سفید می‌بارد. بهارکه فصل ذوب شدن یخ‌ها و رشد و نموی نباتات و درختان است لباس عاشقانه برتن می‌کند و شیپور شادی را به صدا درآورده و ازقطرات باران با شگوفه‌های گل پذیرایی می‌نماید، بلبلان بر شاخسارگل و عندلیبان بر فرازآبشاران نوحه سرایی نموده و به مثابه پزشکان روانی باشندگان آن دیار را نوازش می‌دهند، اگر مریضی را که تکلیفش ناشی از شرارت‌های روزگار و افسردگی‌های روانی باشد، بهترآنست که درب دواخانه بربسته راه این دیار در پیش گیرد و سری به درمانگاه طبیعت بزند و روزی چند خویشتن را بستری سازد، اما شرط آن باشد که صداقت و عبادت را پیشه ساخته، صبحگاهان به نوای دلنشین بلبلان گوش فرا داده و رعایت اسالیب آن دیار نمایند.
در موسم تابستان که جو زمین را گرمی طاقت فرسا فرا می‌گیرد، در اینجا تعامل طبیعت طور دیگریست، تابستان در گرمی خویش از افراط می‌پرهیزد و راه تعادل در پیش می‌گیرد و آنهم به پیمانه یی که نه نظم طبیعت را مختل ساخته و نه باشندگان را شاکی.
آفتاب و گرمایش مناسب آن درختان مثمرآن حدیقه را به ثمرمیرساند، هرکه را بینی کلبه یی دارد و باغی چند و درختان بیشماری بر اطراف. میوه‌هایی مختلف النوع نظیر بادام، چهارمغز (گردو)، زردآلو، آلوبالو، گیلاس، سیب، شفتالو (هلو)، ناک (گلابی)، انگور، توت و… محصولات باغ داران را تشکیل می‌دهد. گندم، جو، جواری (ذرت)، لوبیا، کچالو (سیب زمینی) از جمله محصولات زراعتی آن به‌شمار رفته و سبزیجات گوناگون مایحتاج باشندگان خویش را تأمین می‌دارد.
علی الرغم آنکه دریای خروشان ازسینهٔ این قطعه خاک میگزرد و زیبایی می‌بخشد، هیچ نقطه‌ای را عاری ازآب نگزاشته مطابق جدول خویش سهم و حصه می‌دهد، اراضی کنار دریا همیشه سبزپوش بوده و شک (شبنم) مروارید گونه‌ای از رخسار سبزه‌ها فرو می‌ریزد، آب پاک و شفافی که بر بستر دریا جاری آست روستاهای محل را سیر آب ساخته و با جریان حلقوی بر محور خانه‌ها زیبایی دیگری را به ارمغان می‌آورد. هنوز این دریا ازسخاوت خویش نمی‌کاهد و زنگ ستیزه با تاریکی را به صدا درآورده و با چرخش توربین (نیروگاه برق)های ایستاده بر کنار خویش نور را به درون هرخانه به ارمغان می‌آورد پس آفرین بر دل این خاک که هم آب می‌دهد و هم نور و هم نان.
فصل خزان (پاییز) طوری‌که از نام آن پیدا است، پایان عمرگیاهان بوده و برگ‌های درختان رنگ زرد بر خود گرفته و با رسیدن بویی از سرمای زمستان رو به افول گراییده بوسه بر آستان خاک می‌زنند، که این هم در ذات خویش عاری از رمز و راز نبوده مفهوم ویژه خویش را عرضه می‌دارد.
خلاصهٔ مطلب اینکه، این محدودهٔ جغرافیایی با داشتن اقلیم مناسب و مساعد، آب فراوان و میوه‌های رنگا رنگش یکی از بهترین نواحی تفریحی در صفحات شمال کشور بوده و در صورتی که جادهٔ واصل آن به مرکزشهر قیر ریزی و آسفالت گردد این منطقه به یکی از سیاحت گاه‌های پر مشتری و مزدحم در سطح کشور مبدل و یاهم میزبان مهمانان بیرون مرزی خواهد بود. چون با آسفالت شدن جاده واصل امکان آن می‌رود که زمینهٔ همکاری‌های تکنیکی و تزئینی اشخاص و موءسسات علاقه‌مند مساعد گردیده و با ارائه طرح و پلان تفریحی نوین وعرضه خدمات بهتر، ساحات تفریحی نقاب بهتر از پیش بر چهره کشد.

## جنگل‌ها
جنگل ها؛ به زیبایی آب و هوای ولسوالی ورسج افزوده‌اند. این جنگل‌ها که شامل جنگل‌های طبیعی و خودروی، و درخت‌های دست نشانده مردم هستند یکی دیگر از خصوصیات خوب برای تفریح می‌باشد. مردم از دیگر مکان‌ها به دلیل آب و هوای پاک و سرد، و اینکه دارا بودن جنگل‌ها و درختان، مکان‌های تفریحی بیشتری را با سایه‌هایشان ایجاد نموده‌اند، به این‌جا می‌آیند. همچنان چراگاه‌های طبیعی ای که از سوی مردم برای حیوانات خانگی شان نگهداری شده و نگذاشته‌اند بر آن‌ها تغییراتی ایجاد گردد، نیز نمایی بسیار زیبا از این مکان به نمایش می‌گذارد. اما به دلیل علاقهٔ کم نسل جوان به کاشت نهال و فروش بی سابقهٔ چوب از این ساحه، همه روزه از تعداد این جنگل‌ها کاسته می‌شود.

## دریاها

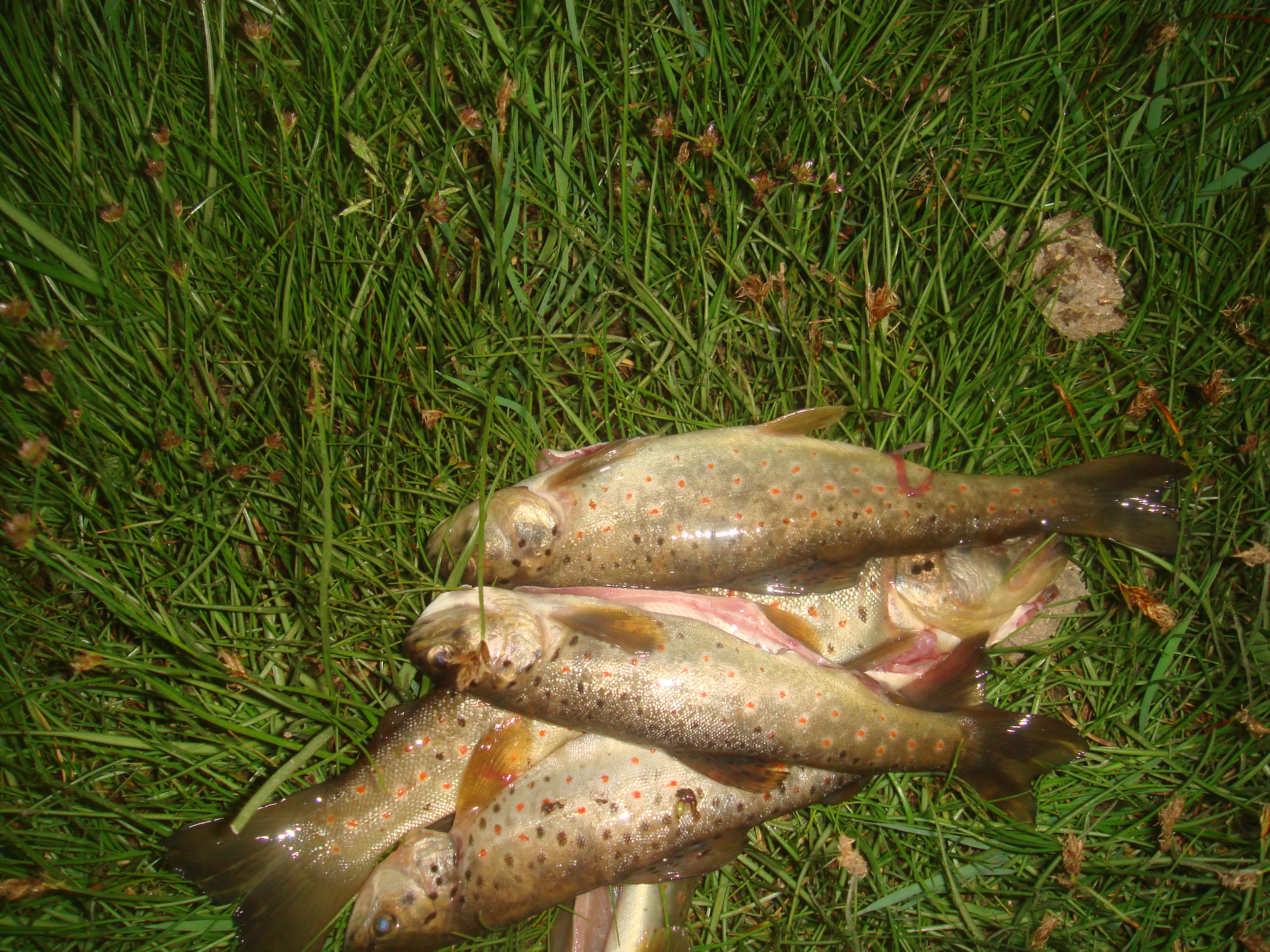
ماهی خالدار که در، دریای ورسج یافت می‌شود.

دریاهای ورسج منبع مهم ماهی‌های زرده و خالدار می‌باشد که از جملهٔ بهترین منابع دریایی برای مردم این منطقه به‌شمار می‌رود، اما به دلیل شکار بی رویهٔ مردم و ساخت و سازهای اهالی بر روی این دریاها در سال ۱۳۹۶ تعداد محدودی ماهی‌های کوچک در این دریاها باقی مانده‌است. بعد از پایان نا امنی‌ها در افغانستان مردم دست به ساخت سازه‌های جدید بر روی این دریاها شدند، به گونه‌ای که هر روستا برای خود نیروگاه برقی مجزایی ایجاد نمود تا مردم از نعمت برق آبی که سال‌ها بود از آن بی بهره بودند، استفاده کنند. اما بیشتر روستاهایی که از دریا دور مانده بودند یا توانایی ساخت چنین سازه‌ای را نداشتند، تا سال‌ها به برق دسترسی پیدانکردند. بعدها دولت جمهوری اسلامی افغانستان به کمک مؤسسهٔ خارجی بند برقی را در روستاهای ورسج ساخت، و بدینسورت روستاهای زیادی به صورت ۲۴ ساعته شامل روستاهایی شدند که برق داشت.

## ورزش و سرگرمی
مردم ورسج در گذشته دسترسی محدودی به اطلاعات داشتند، که این اطلاعات شامل مکتب (مدرسه) نیز می‌شد. مردم ورسج از فرهنگ نسبتاً بالایی برخوردار بودند و این به دلیل علاقه آن‌ها به مطالعه بود، علاوه بر این آن‌ها دانسته‌های بسیاری را نیز با خود انتقال می‌دادند که باعث هرچه آگاه تر شدن مردم از موضوعات اجتماعی می‌شد و همچنان آن‌ها علاقه‌مند به نوشتن و خواندن شده بودند، و فرزندان شان را تشویق به تعلیم و تربیه می‌کردند. تا آنجا که در جوانان در این اواخر برای بدست آوردن نمرهٔ (معدل) بلندتر با یکدیگر رقابت می‌کنند، مبارزه بر سر دروس موجب پیشرفت سطح علم دانش آموزان می‌گردد. تاجایی که جوانان در کنار فراگرفتن درس‌های خویش به ورزش نیز می‌پردازند، و توانایی خویش را در مسابقات نیز اندازه‌گیری می‌کنند. ورزش‌هایی که جوانان در ورسج به آن می‌پردازند عبارت اند از: والیبال، فوتبال، کنگفو، کرکت … و انواع مختلف ورزش‌های دیگر نیز در این منطقه رواج دارندکه به گونهٔ سرگرمی صورت می‌گیرند مثلاً: غُرسَی، شیشتَن لَغَتَک، تُشله (تیله) بازی… می‌باشند.

## شکار
از دیرباز استفاده ماهی بخشی از برنامه غذایی مردم در اینجا بوده‌است. دریای میانشهر حاوی مقادیر بالایی ماهی از سه نوع مختلف بود، که دو نوع: خالدار و زرده قابل استفاده و نوع سوم آن که در نزد مردم محل با نام سگ ماهی مشهور است به دلیل شکل متفاوت و تصور اینکه شاید حرام باشد، غیرقابل استفاده است. مردم بسیاری در گذشته علاقه‌مند شکار بودند که البته این علاقه مانند علاقه پادشاهان به شکار نبود، بل؛ علاقه به شکار از روی داشتن نیاز به گوشت حیوانات بود. در آن زمان بیشتر مردم نمی‌توانستند از گوشت استفاده کنند؛ و همین باعث می‌شد تا خیلی از مردم که توانایی خریداری گوشت را نداشتند، اقدام به شکار حیوانات وحشی نمایند. قچ کوهی، کبک، چرده، زاغچُک، گُنجِشک، ماهی… از حیواناتی بودند که توسط شکارچی‌های محلی شکار می‌شدند. اما متأسفانه گونه قچ کوهی سال‌ها قبل به دلیل شکارهای بی‌رویه از بین رفته‌است، و تعداد اندکی از متباقی حیوانات مذکور در کوه‌های سربه فلک کشیده میانشهر هنوز هم موجود هستند.

## توزیع درصد نفوس در هر ولسوالی، تخار سنبله ۱۳۹۴
تراکم نفوس در مرکز ولایت تخار (شهر تالقان) به (۵۴۹) نفر در هر کیلومتر مربع می‌رسد، درحالیکه ولسوالی ورسج کمترین نفوس را با داشتن (۱۳) نفر در هتر فی کیلومتر مربع داشته‌است.
| ینگی قلعه | چاه آب | درقد | خواجه بهاوالدین | ورسج | دشت قلعه | اشکمش | رستاق | خواجه غار | فرخار | کلفگان | نمک آب | چال | بنگی | بهارک | هزار سموچ | تالقان |
| ۴٫۹       | ۷٫۱    | ۲٫۲  | ۳٫۷             | ۳٫۱  | ۴٫۸      | ۶٫۰   | ۱۵٫۲  | ۵٫۶       | ۴٫۵   | ۳٫۶    | ۱٫۳    | ۲٫۶ | ۳٫۴  | ۴٫۸   | ۱٫۰       | ۲۶٫۳   |

## مردم
باشندگان ولسوالی ورسج تاجیک‌ها هستند و به زبان فارسی دری با لهجه تخاری سخن می‌گویند

#### زبان
مردم ولسوالی ورسج به زبان فارسی دری تکلم می‌نمایند و از نظر قرابت زبانی نخست به تاجیکی و سپس به پارسی نزدیک است. اما در ورسج مردم به لهجه‌های متفاوت زیادی صحبت می‌کنند که از جملهٔ بارزترین آن‌ها می‌توان به لهجه‌های میانشهری و خانقاهی نام برد. به عنوان مثال: اینجا کجاست؟ در لهجهٔ میانشهری می‌شود: ایجا کُشایِه؟ - و در لهجهٔ خانقاهی می‌شود: ایجا کُشایا؟
در این اواخر اما این لهجه‌ها در حال تغییر کردن است و همهٔ مردم به یادگیری زبان ادبی (فارسی دری) هستند، زیرا در ادارات و آموزش و پرورش کاربرد نداشته و فقط لهجه‌ای منطقه‌ای است.

## سواد
ولسوالی ورسج در دوره‌های ابتدائیه(دبستان ۸۰٫۵٪)؛ متوسطه(راهنمایی ۴۷٫۴٪) و لیسه(دبیرستان ۳۶٫۹٪) درصد، بلندترین میزان حضور خالص را نسبت به دیگر ولسوالی‌های ولایت تخار در مکاتب دارد. از اینرو درمیابیم که علاقه‌مندی مردم ولسوالی ورسج به آموزش و پرورش بیشتر از دیگر ولسوالی‌های ولایت تخار بوده‌است.  

## مواد سوخت
در ولایت تخار ۴۵٫۸ درصد خانواده‌ها برای پخت‌وپز از سرگین حیوانات استفاده می‌کردند، حدود ۳۴٫۰ درصد از چوب، ۹٫۵ درصد از گاز، ۲٫۰ درصد از بقایای محصولات زراعتی و ۱٫۸ درصد از سایر مواد سوخت مانند: برق، زغال سنگ، زغال چوب و تیل خاک (نفت) برای پخت‌وپز استفاده می‌کنند.
این والسوالی از سال های ۱۳۹۰ به بعد دارای یک برق ۵۰۰ کیلووات است که نقش به سزایی در روشنایی مرکز این والسوالی و کم شدن آمار سوخت های طبیعی مانند جنگلها و ذغال سنگ دارد 

## آب آشامیدنی
حدود ۴۷٫۹ درصد از مجموعه خانواده‌ها در این ولایت به یک منبع بهبود یافته آب آشامیدنی دسترسی دارند، ۳۰٫۰ درصد چاه سرپوشیده، ۶٫۸ درصد چشمه پوشیده، ۵٫۶ درصد چاه برمه ای، ۳٫۴ درصد لوله‌کشی داخل محوطه ای، ۱٫۶ درصد لوله‌کشی داخل خانه ای، و ۰٫۶ درصد از لوله‌کشی خانه همسایه. این میزان بالاتر از سطح ملی یعنی(۶۴٫۸) درصد است.

## مواد ساختمانی برای ساخت دیوارهای بیرونی
سنگ و گل مواد اساسی برای ساختن دیوارهای بیرونی در ولایت تخار هستند؛ که ۸۷٫۶ درصد مجموع خانواده‌ها در ولایت تخار برای ساختن دیوارها از آن استفاده می‌کنند. ۷٫۹ درصد خشت خام و ۲٫۹ درصد خشت پخته مورد استفاده قرار گرفته‌است. به سطح ولسوالی درصد خانواده‌هایی که دیوار بیرونی خانه‌های شان از سنگ و گل ساخته شده. هزار سموچ ۹۹٫۸ درصد بلندترین و ولسوالی ورسج با ۲۷٫۳ درصد پایین‌ترین را تشکیل می‌دهد.
خشت خام معمول‌ترین مواد ساختمانی دیوارهای بیرونی خانه‌ها در ولسوالی ورسج ۷۱٫۰ درصد به تعقیب آن ولسوالی فرخار با ۱۷٫۷ درصد و در تالقان ۱۰٫۰ درصد را تشکیل می‌دهد.

## تقسیمات منطقه‌ای
ولسوالی ورسج سه دره یا تگاب مهم دارد
۱-تَگاب تَرُشت
۲-تَگاب قَوُندوز
روستاهای مربوط حوزه قوندز.
1-تگاب قوندز 
2- دره ایمند 
3- دره انوی 
4- دره خخند 
5-دره تکاب یاوار
6-دره پیو
شروع تگاب قوندز
1-عبدالمطلب
2-دشت مورچکان پاین 
3-دشت مورچکان بالا
4- قریه مورچکان 
5-قریه پیش آ
6- قریه کنبز
7-قریه یاوار سفلی 
8-قریه ده ملا 
9- قریه یاوار علیآ
10-قریه ده شاهان 
11-قریه بوستان سرای 
12-قریه پیتاب پاین
13قریه پیتاب بالا
14-قریه یرع
15- قریه جوی شهر 
16 قریه یوچخش 
17- قریه ده گز
18- قریه جنگل مخنوی
19- قریه سوختیک 
20 قریه سنگ آب 
این قریه ها از مربوطات حوزه قوندز بود که به معرفی گرفته شد قریه یاوار سفلی.یاوار علیا بوستان سرای از جمله قریه جات مهم وپهناور بوده ودارای آب وهوای مناسب در فصول سال است 
قریه یاوار علیا از جمله قریه جات متذکره قریه مرکزی ودارای بازارچه خورد غرض رفع ضروریات ساکنین این محل است واز زیبای های فوق العاده برخوردار است
مردمش بیشترین باسواد های جامعه را تشکیل داده واهل قلم وخرد است.
۳-تَگاب میانشهر
روستاهای تگاب میانشهر
۱- پاکانی
۲- ملوار پایان
۳- ملوار بالا
۴- ده پایان
۴- دهبالا
۵- بر آب
۶- خُرّم
۷- قلعه حصار
۸- حصار
۹- موخوی پایان
۱۰- موخوی بالا
۱۱- ایرَخ
۱۲- کُمیان
۱۳- پَجُک
۱۴- اِیوت
۱۵- دِهزاران
۱۶- دِه جَنگَلُک
۱۷- شُولخو
۱۸- ساوروق
۱۹- سَرِ دَشت
۲۰- یَنگَی
۲۱- دِه تَه
۲۲- تَل کندال
۲۳- یَسپوخ

## گالری تصاویر

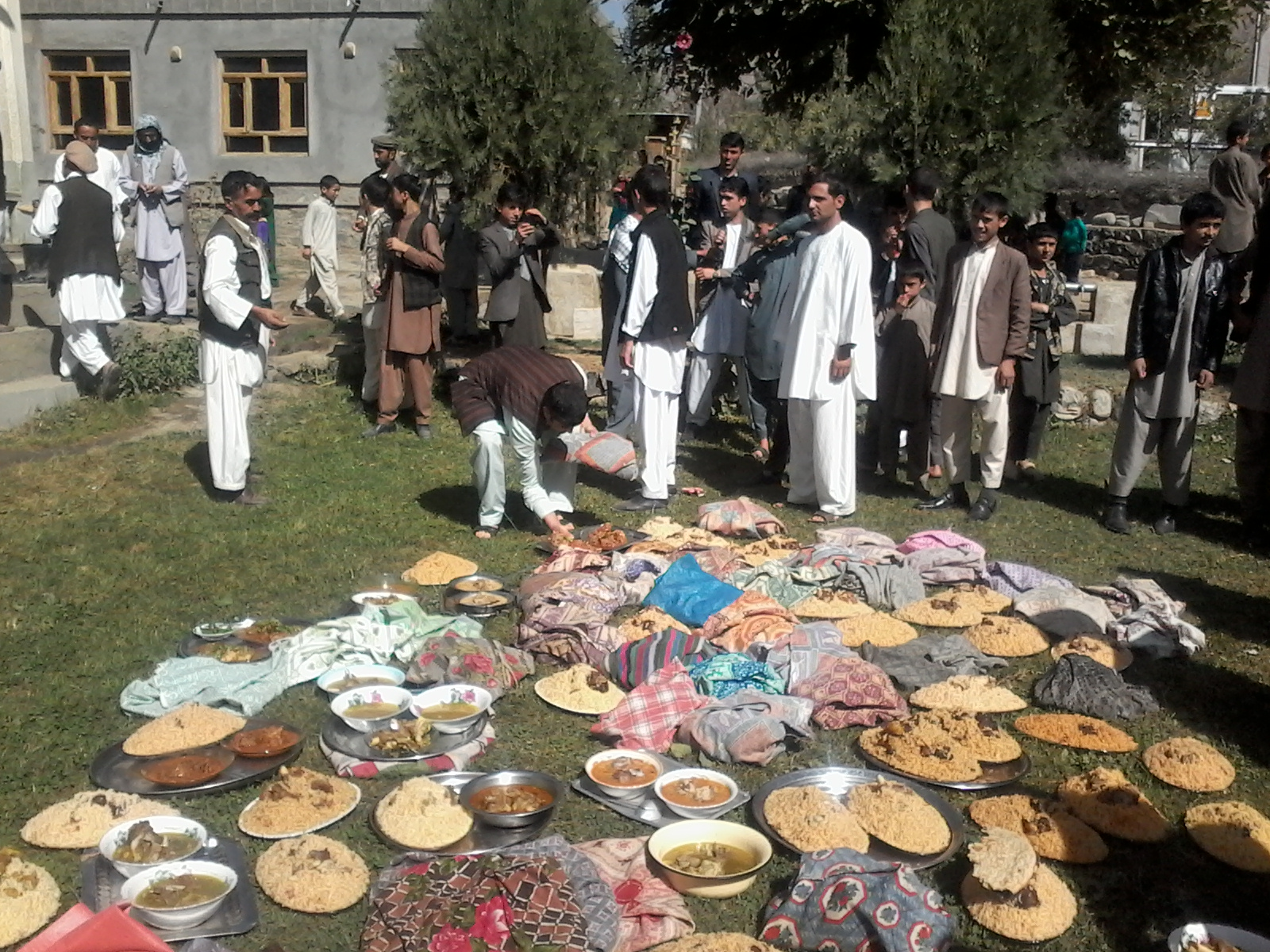
گرد همایی مردم در مسجد روستای ده بالای میانشهر جهت تجلیل از روز دوم عید قربان
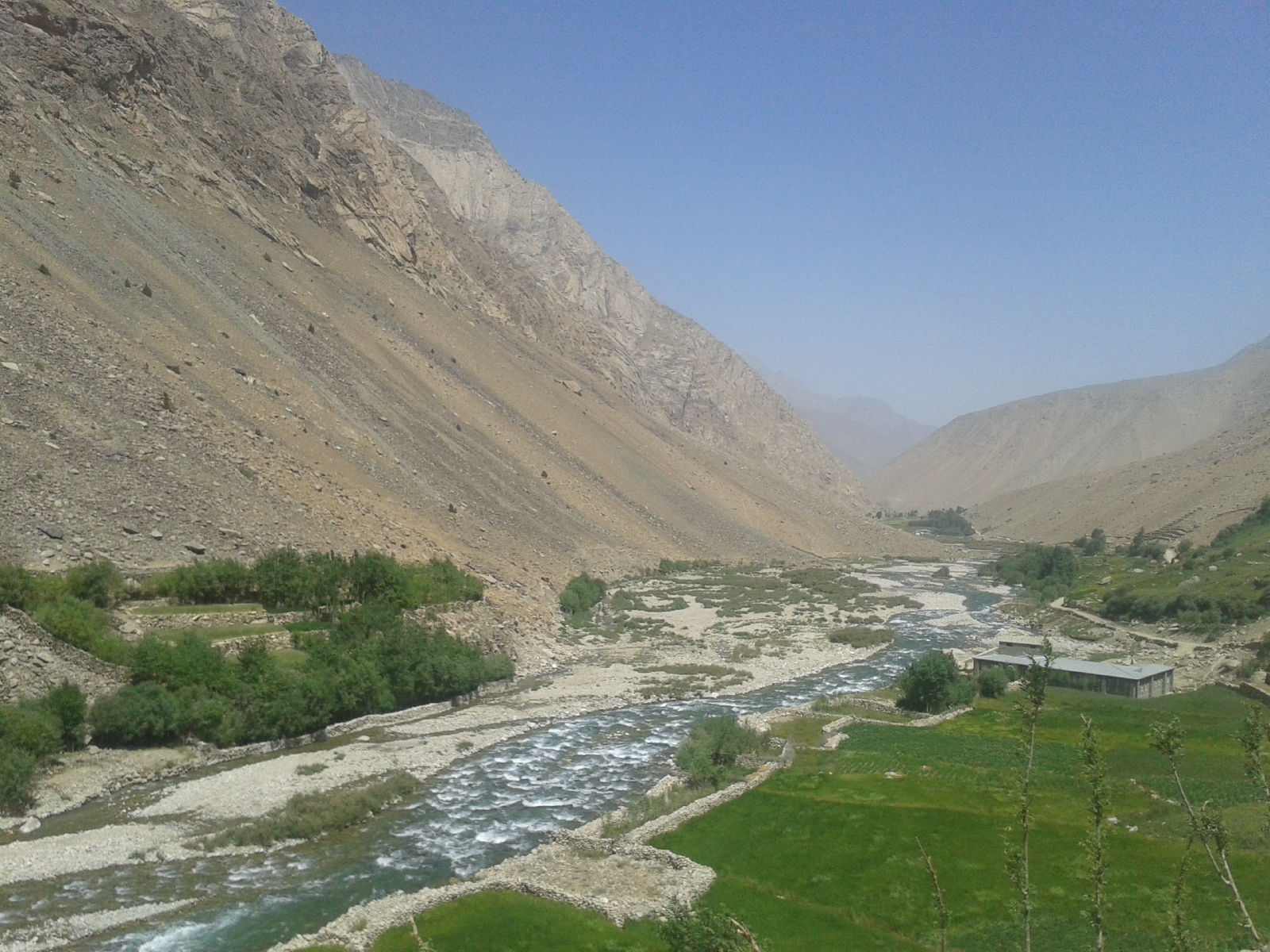
weghnan view
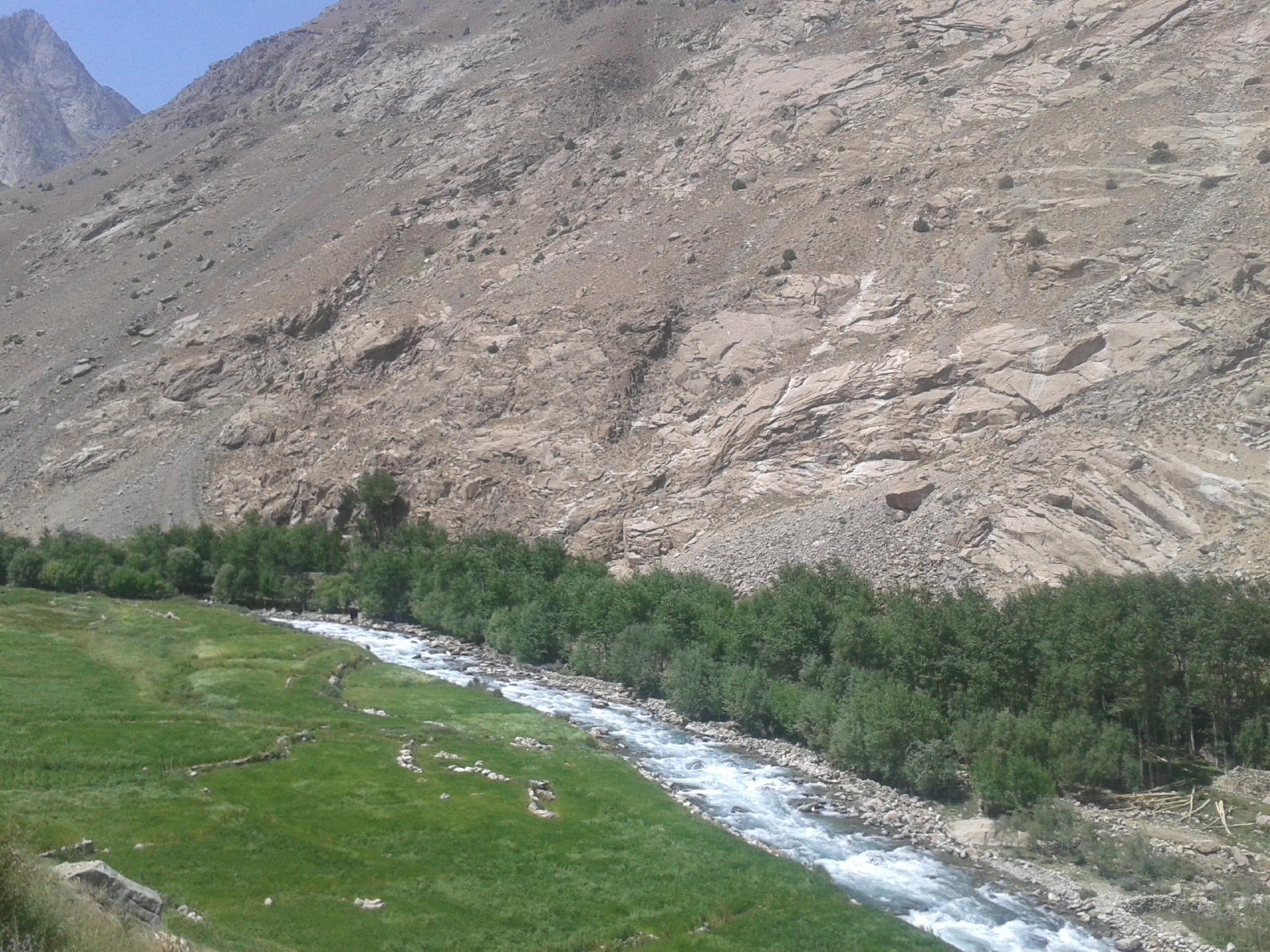
weghnan river
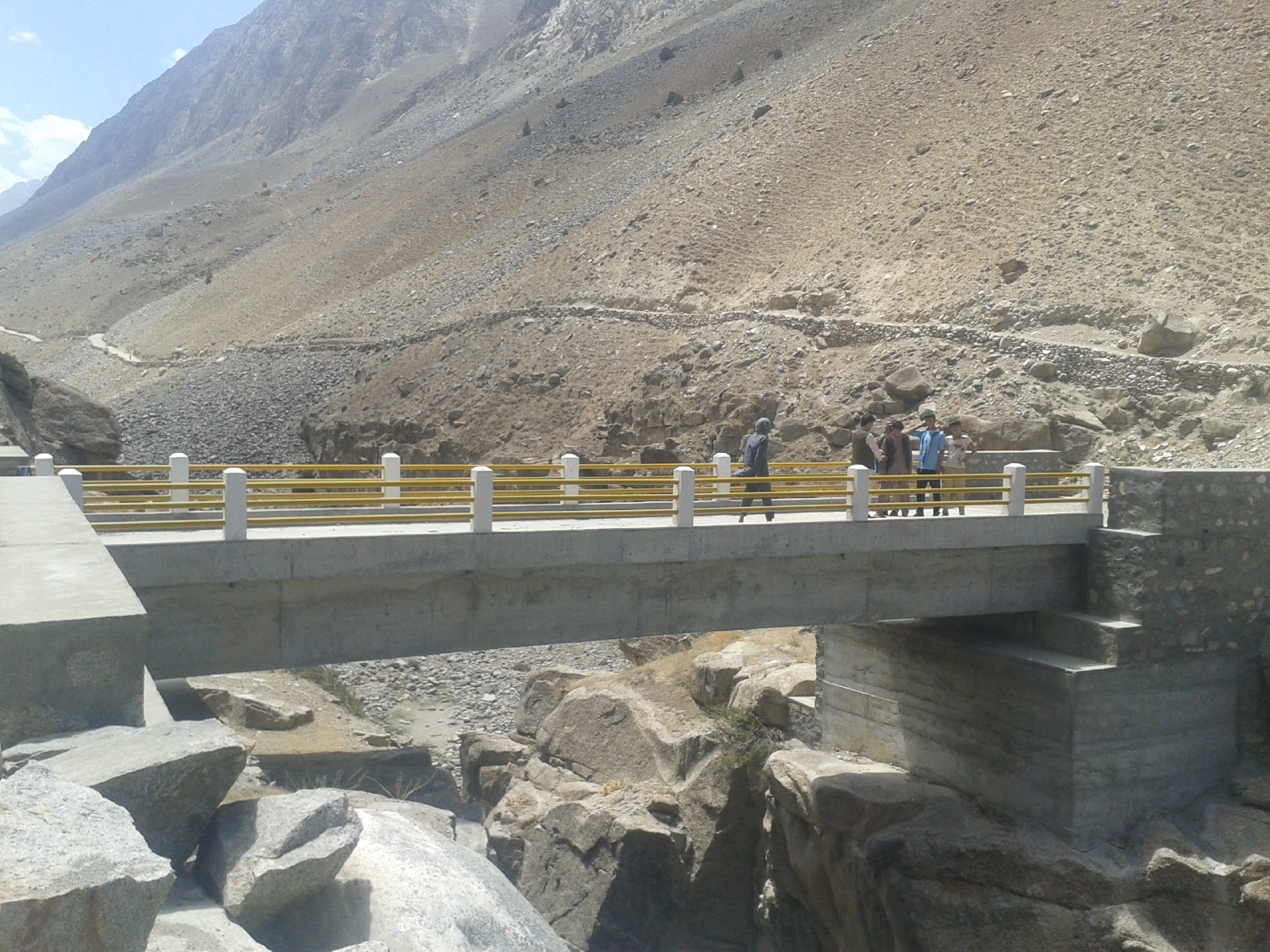
it is one of the most highest bridge in the warsaj district
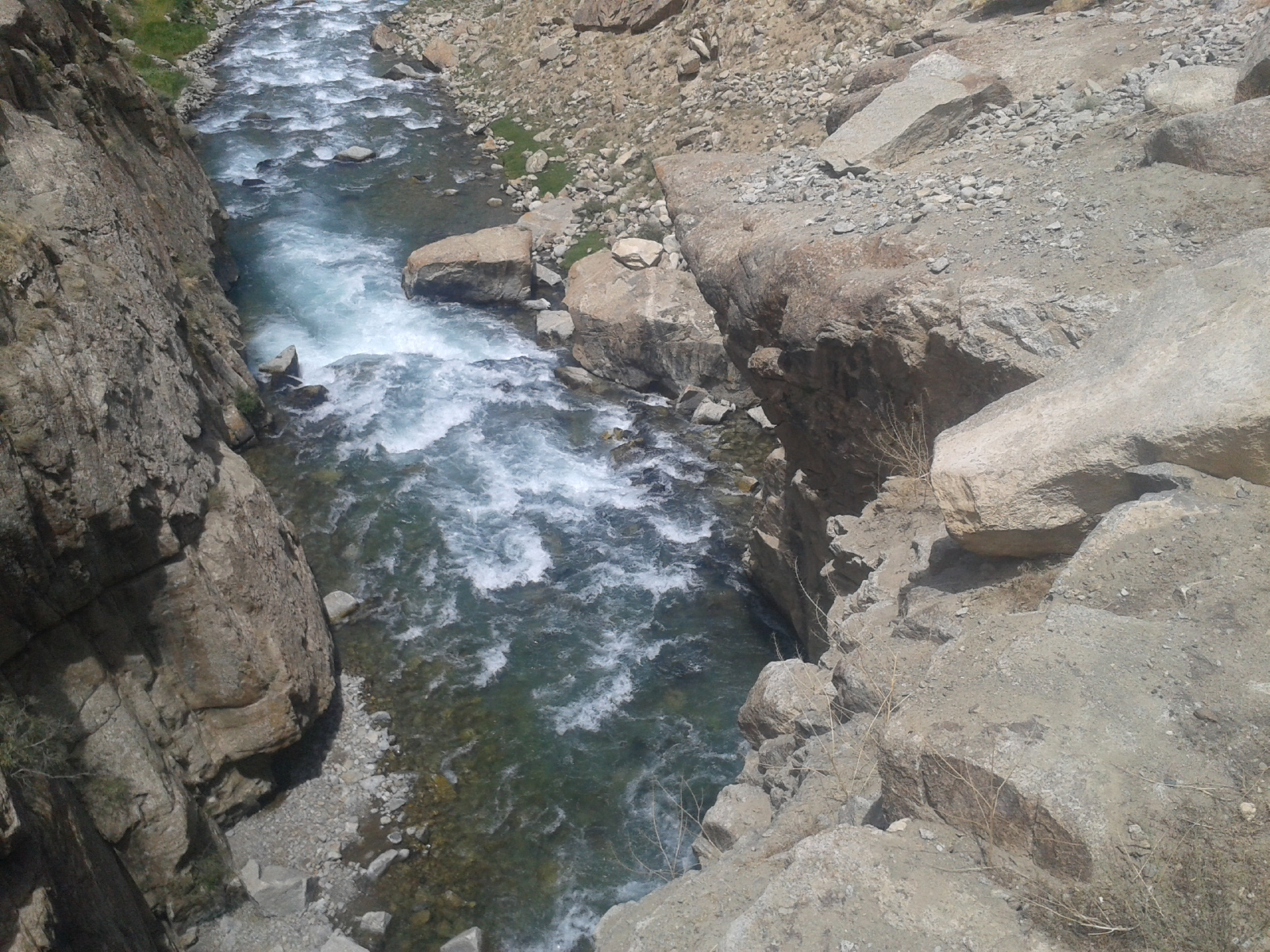
the most famous Bridge in Warsaj Particularly for tourists
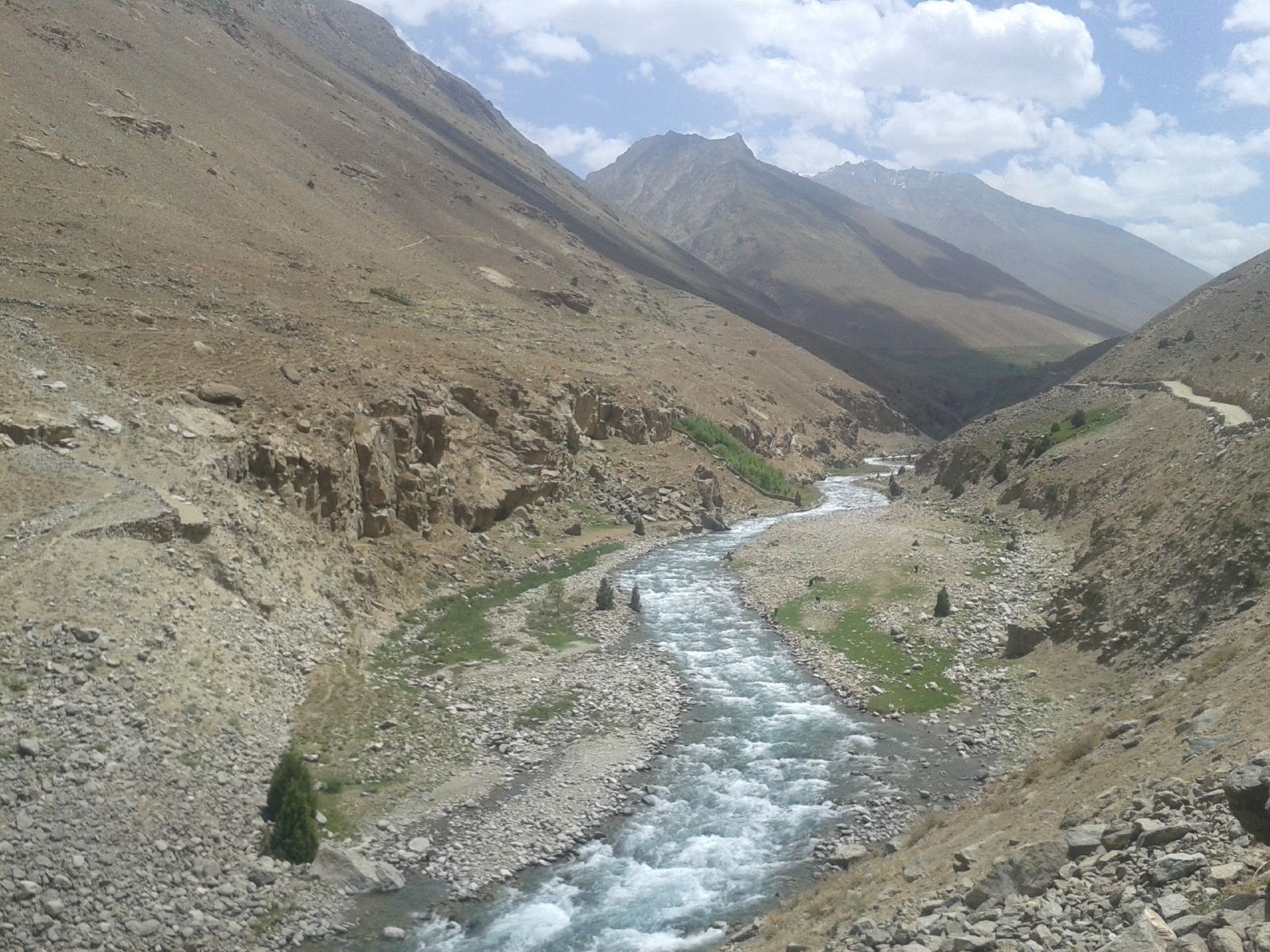
this is the best livefull river in Takhar Province
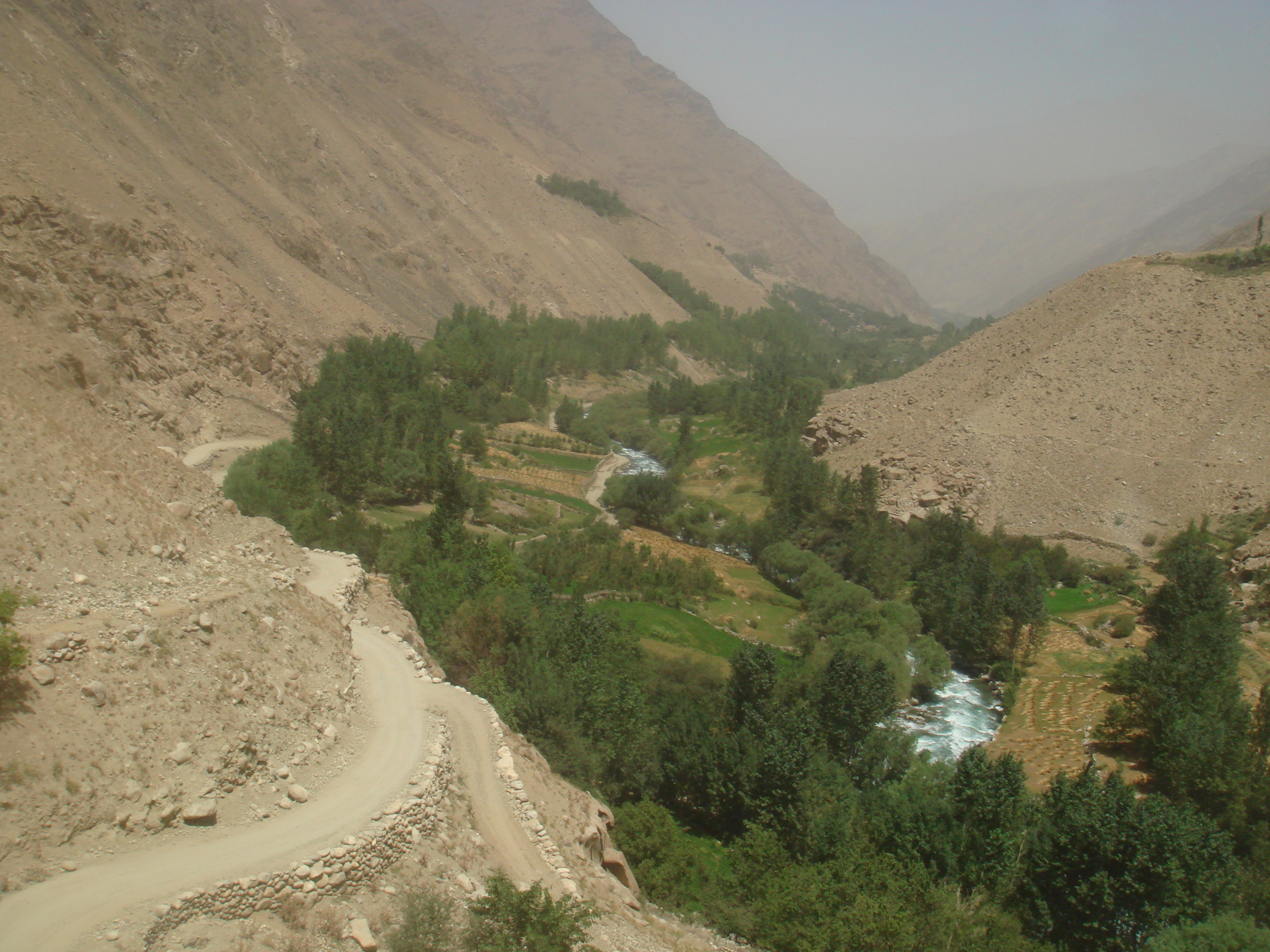
very dangerous road for driving. many people have killed in a car removing
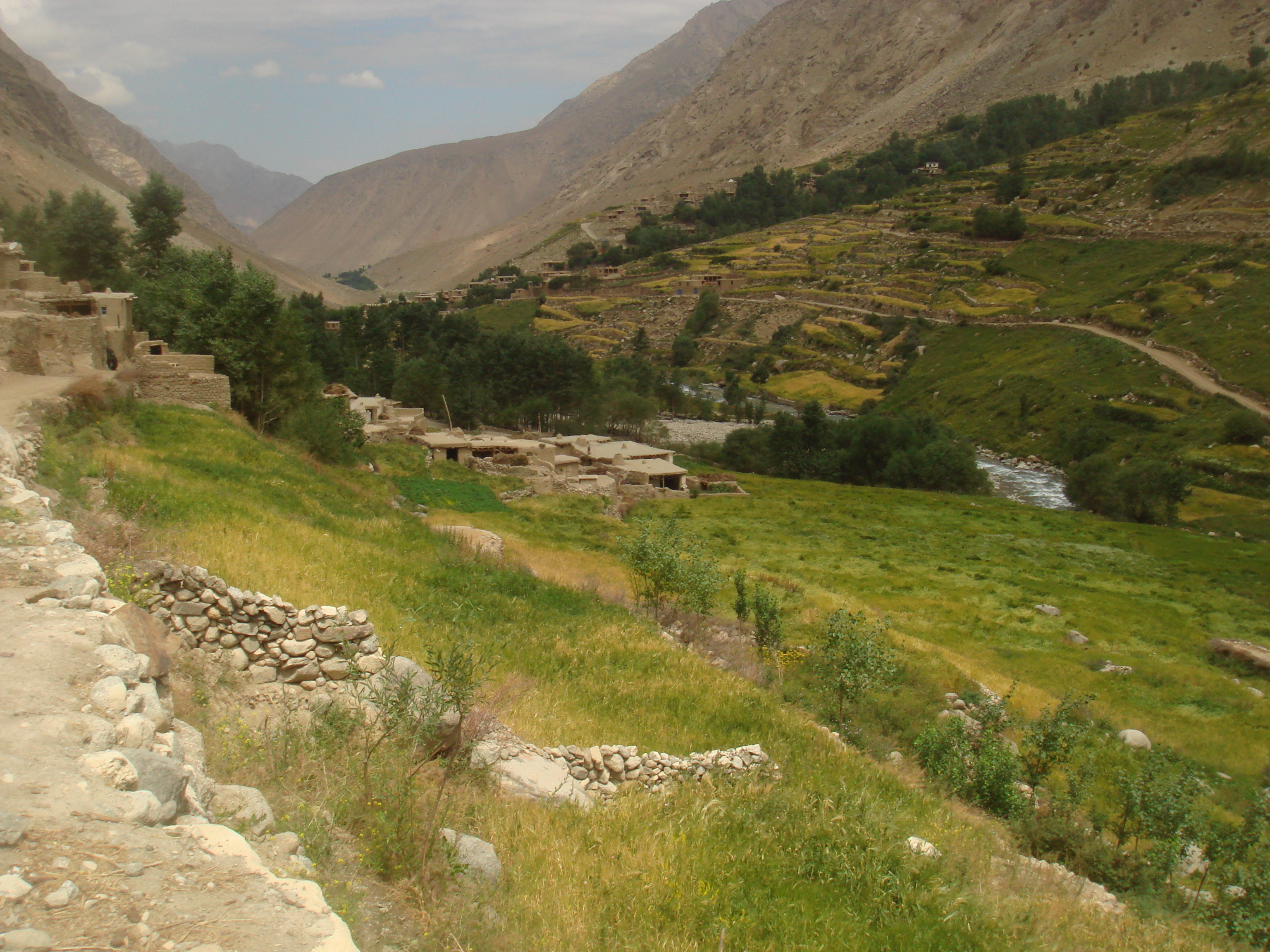
Deh Ta is one the 7th Villages of Weghnan
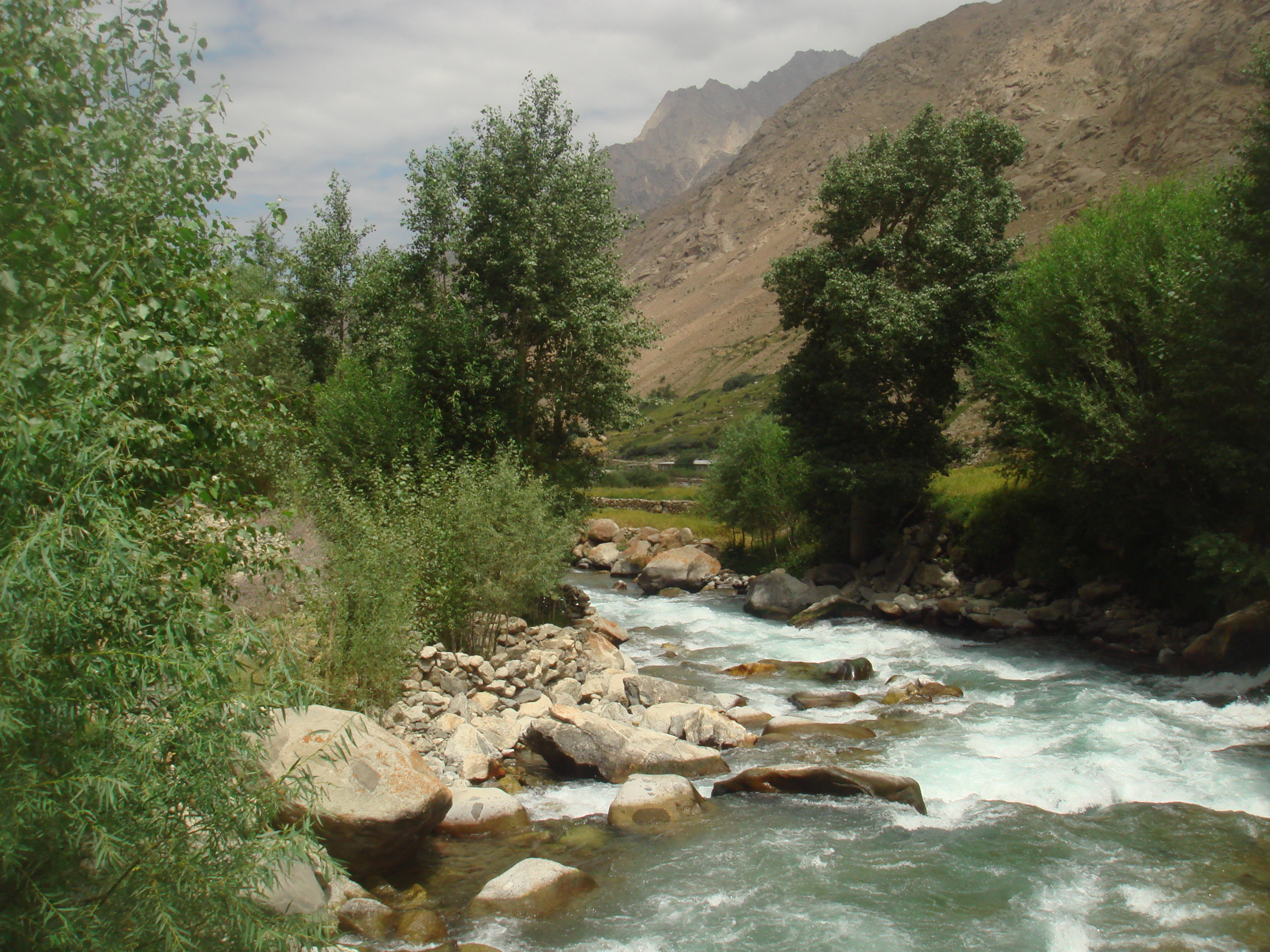
liveness river
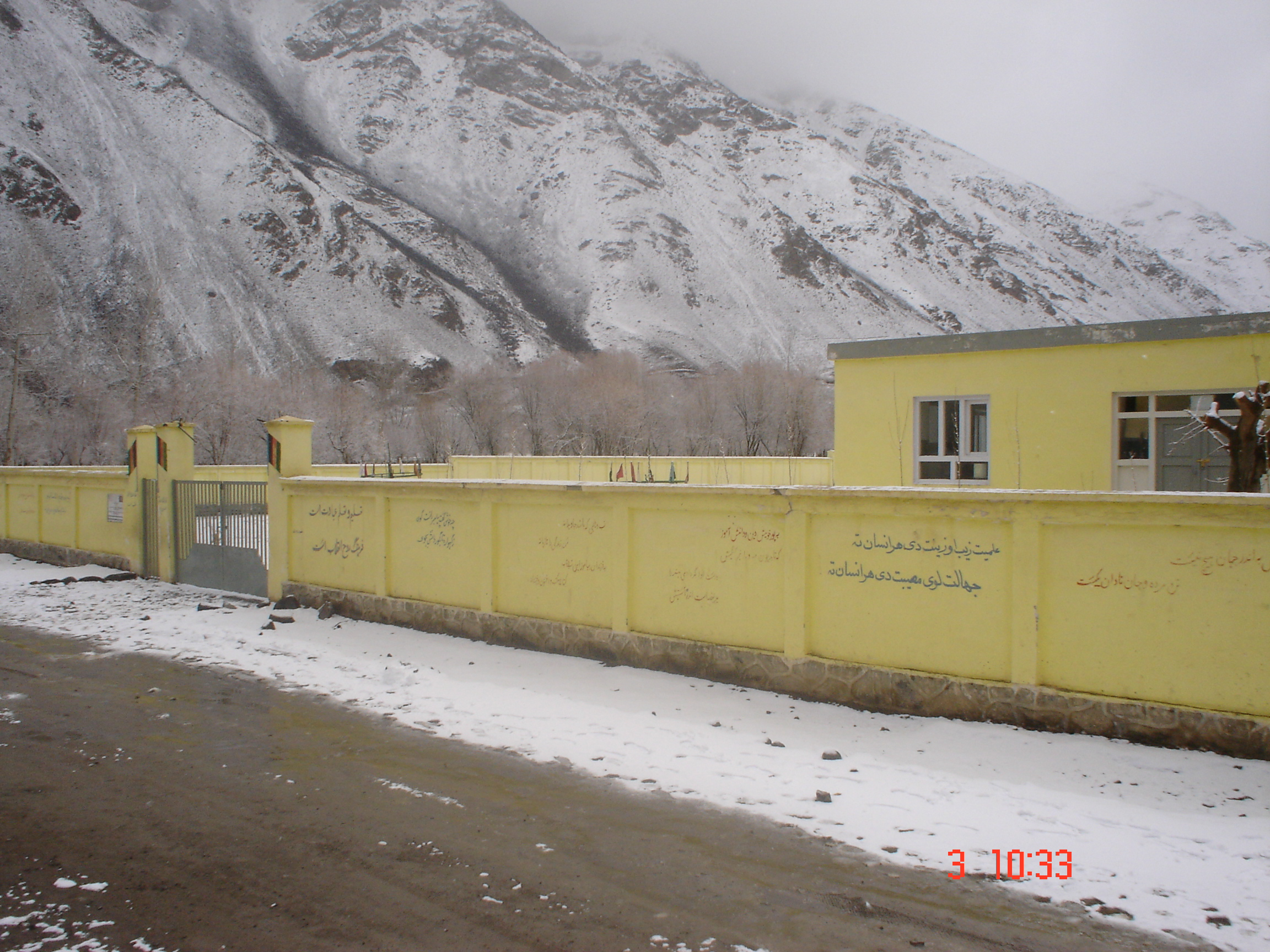
لیسه اشرفیه میانشهر واقع در دهبالای میانشهر
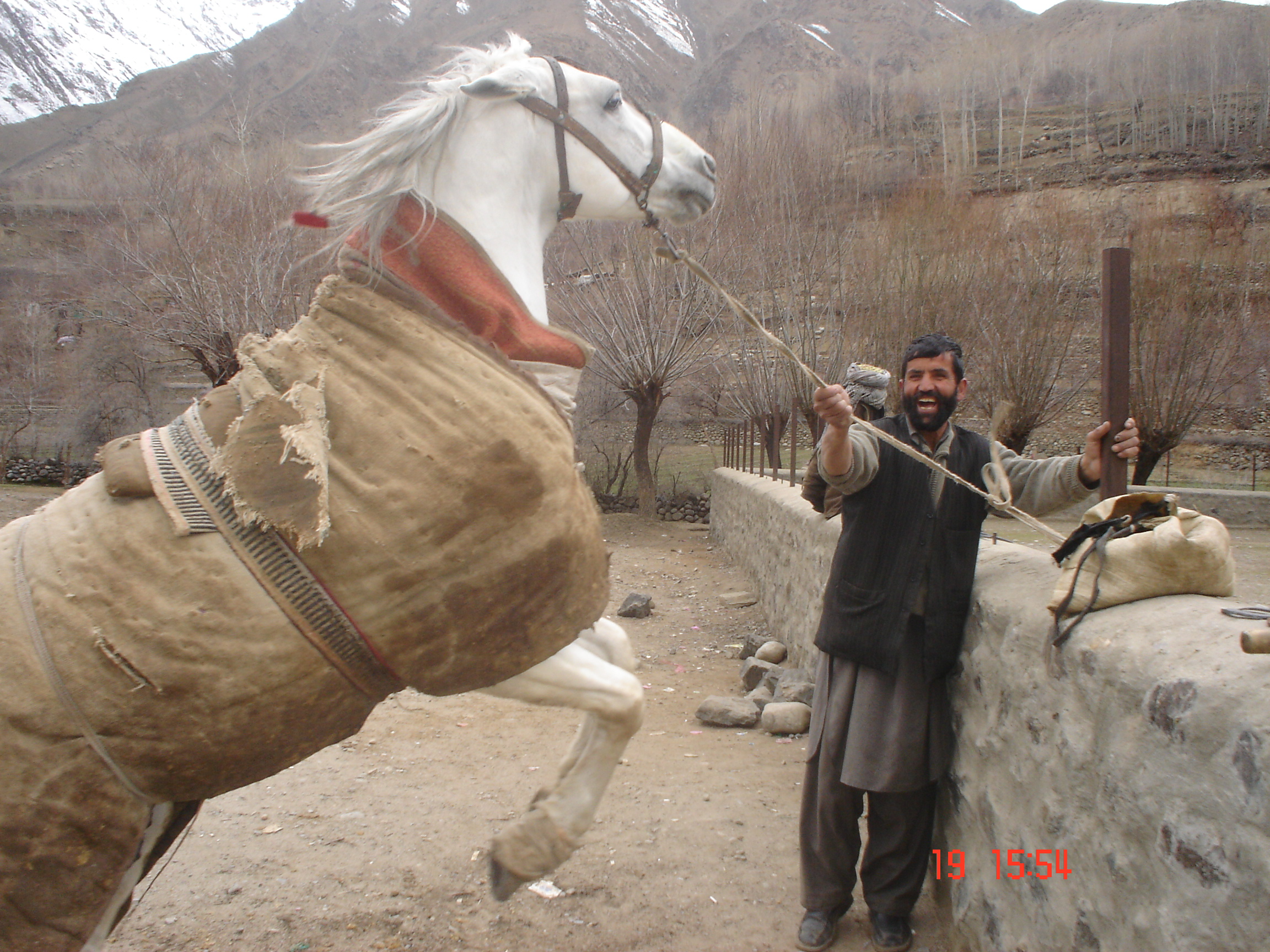
باشنده محلی
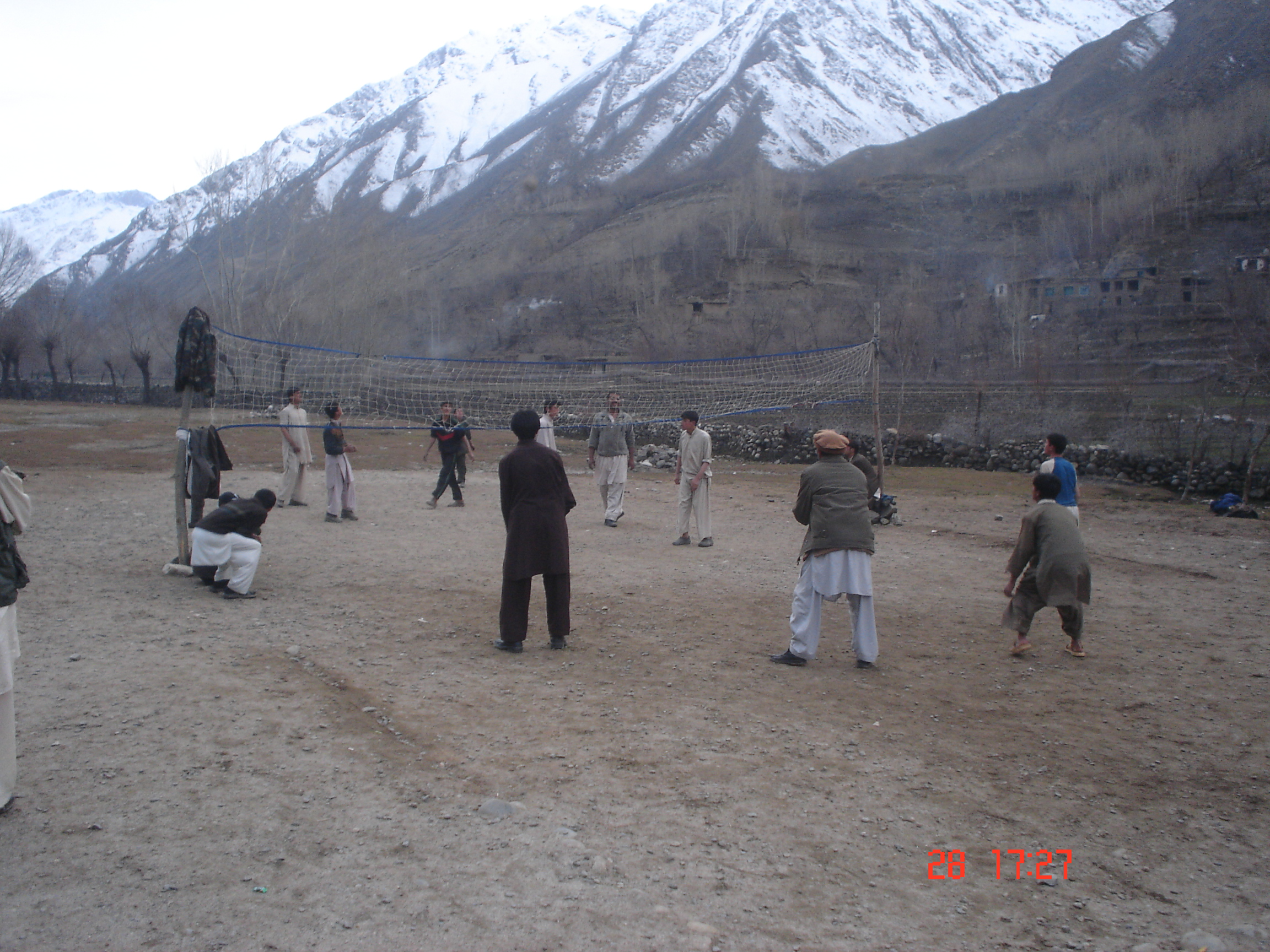
Vally Ball is a favorite Sport between the people of Warsaj